# 29133 Vargas
29133 Vargas (1987 KH5) là một tiểu hành tinh vành đai chính được phát hiện ngày 29 tháng 5 năm 1987 bởi C. S. Shoemaker và E. M. Shoemaker ở Palomar.
It was được đặt theo tên của Norman L. Vargas for his work in the organization và inventory of the Đài thiên văn Palomar's 1.2-m Schmidt Oschin Telescope plate archive, và for devoting time và energy to public outreach in astronomy through involvement in the Los Angeles Astronomical Society, Mount Wilson Observatory Association, và as a 60-inch telescope operator ở the Mt. Wilson Observatory.